# Долиходерус

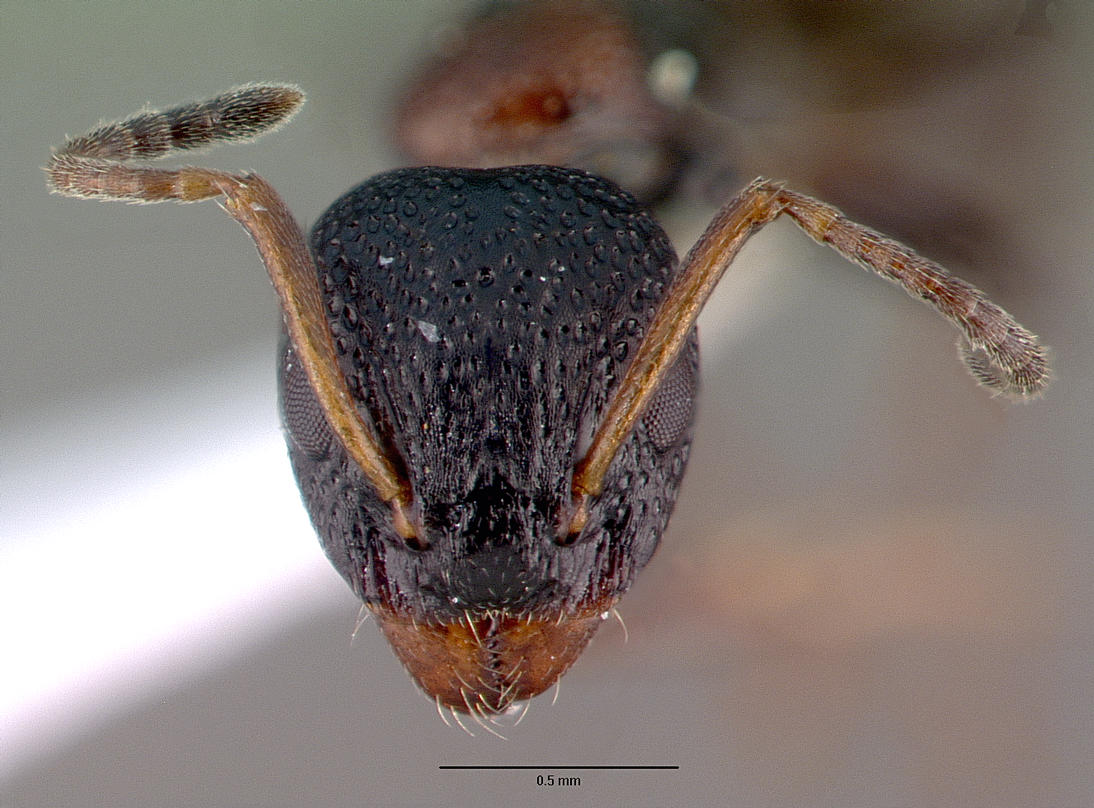
Голова Dolichoderus sibiricus

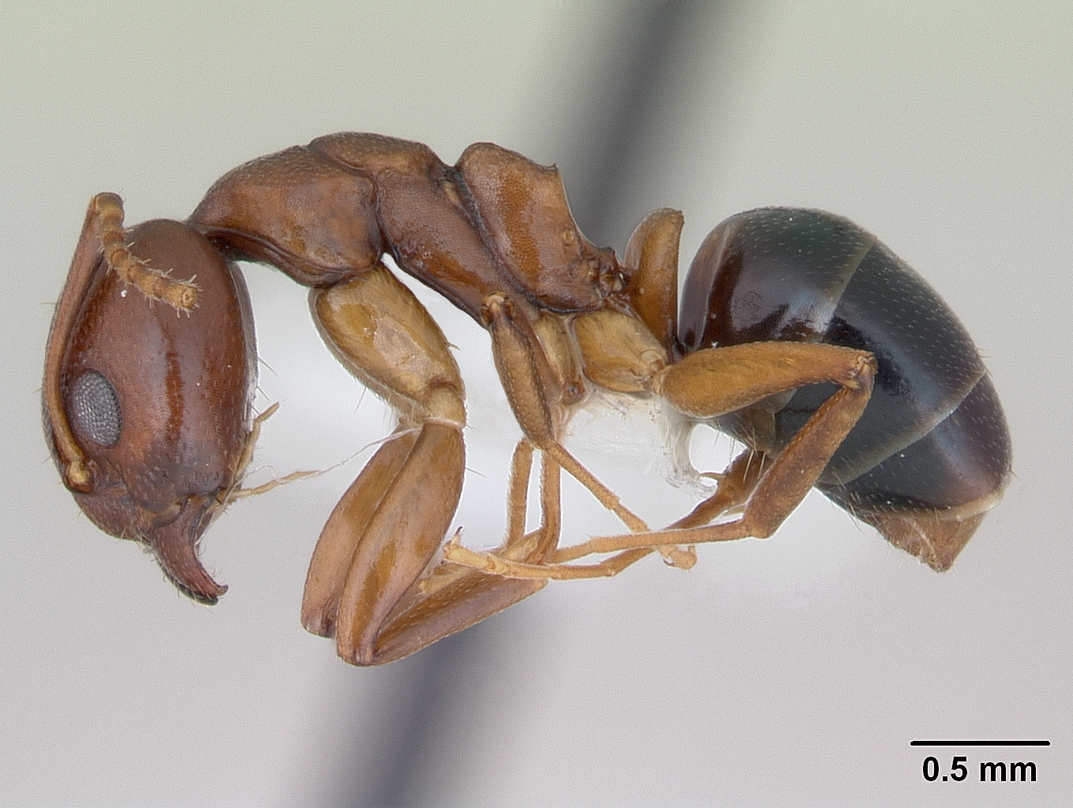
Муравей Dolichoderus lutosus

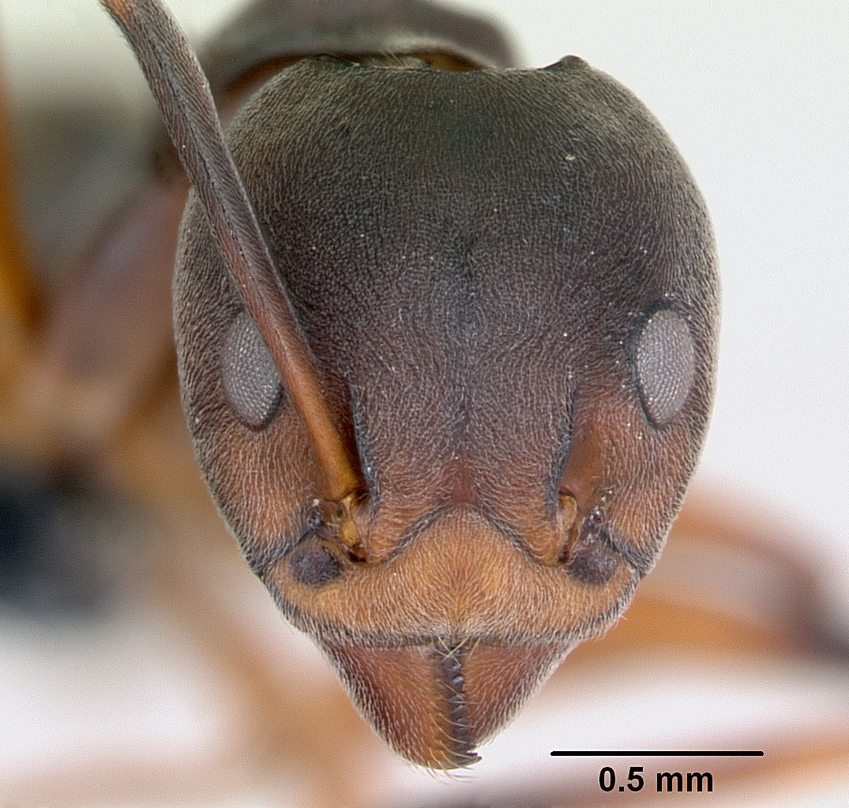
Муравей Dolichoderus erectilobus

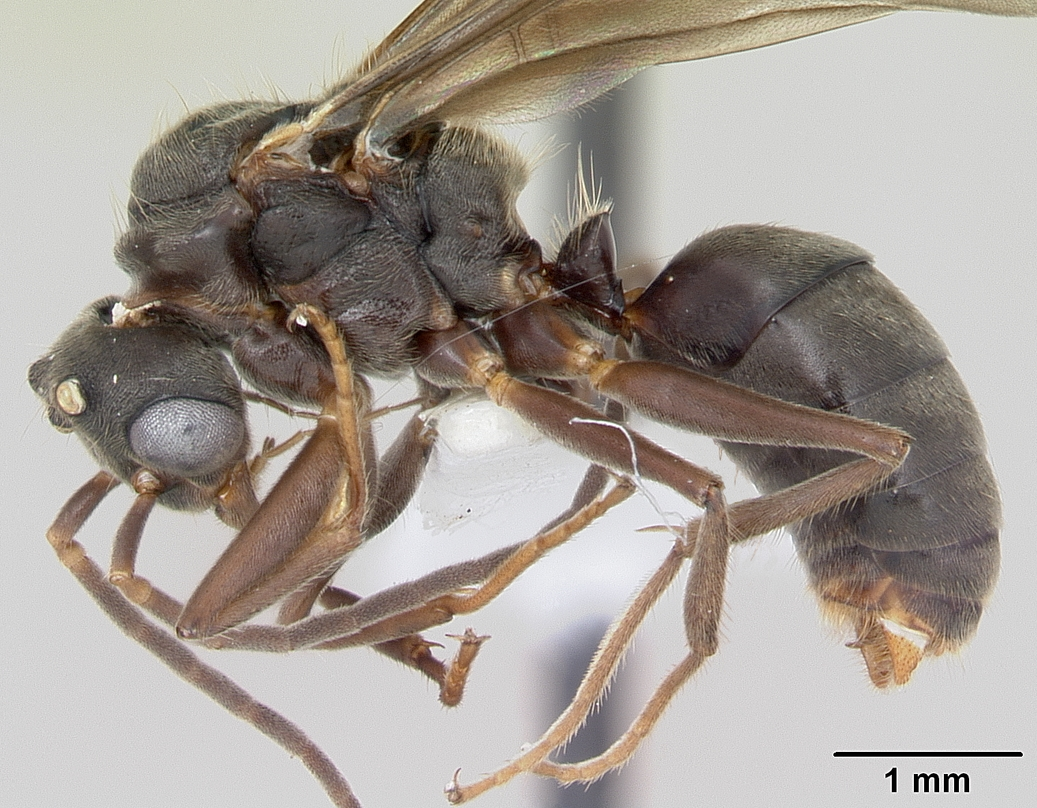
Самец Dolichoderus bispinosus

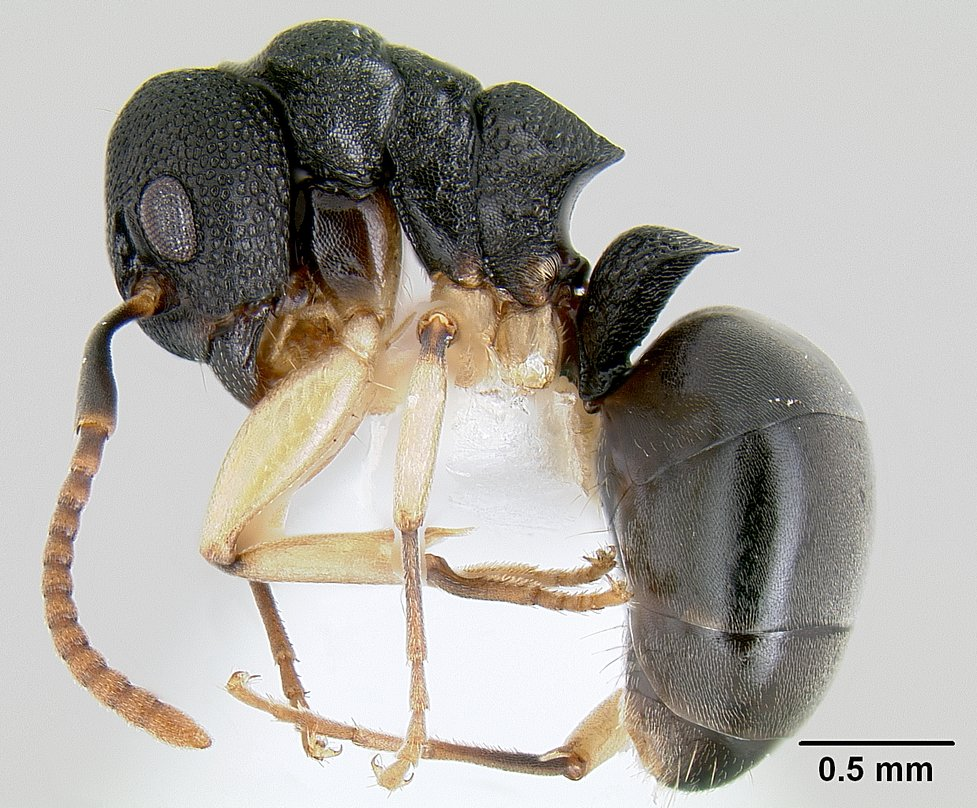
Муравей Dolichoderus lamellosus

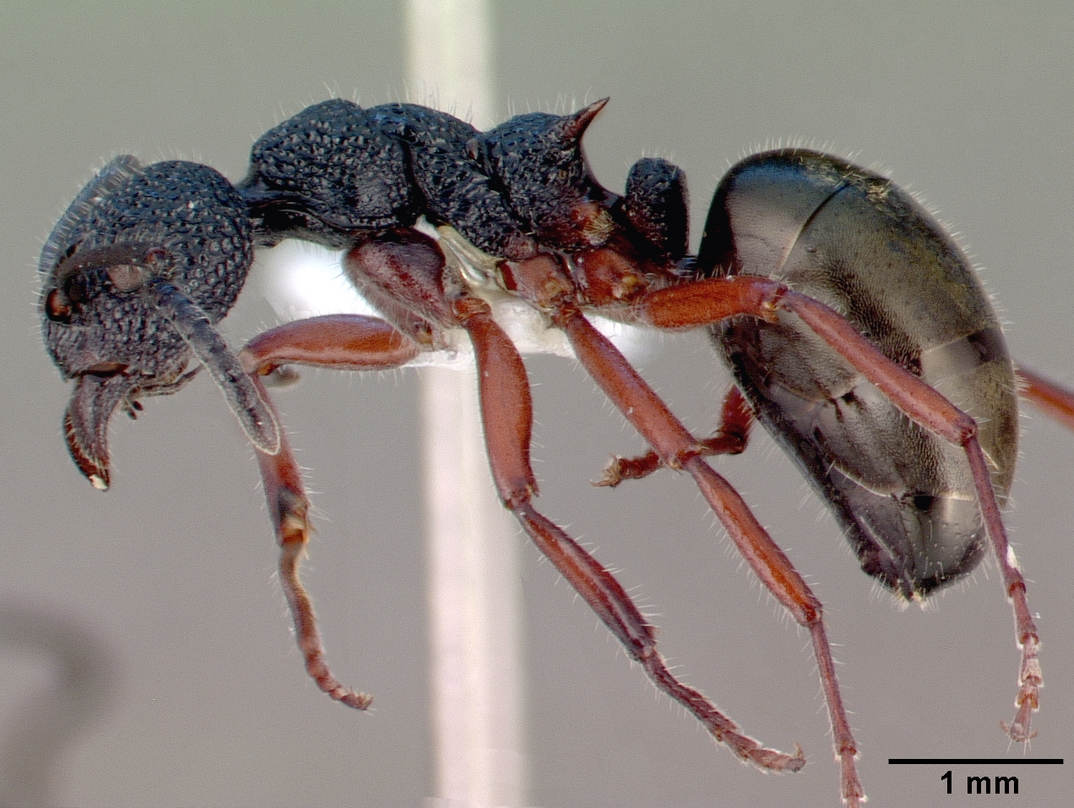
Муравей Dolichoderus scabridus

Долиходерус (лат. Dolichoderus Lund, 1831) — род мелких муравьёв подсемейства долиходерины. Более 150 видов.

## Распространение
Большинство видов представлены в тропиках и субтропиках большинства континентов. В фауне России и сопредельных стран встречается 2 вида. Большинство видов обитает в Неотропической (более 60 видов), Ориентальной (56) и Австралийской (около 30 видов) областях (в Неарктике 4 вида, в Палеарктике — 3), а в Афротропической области они вообще отсутствуют (Bolton, 1995).

## Описание
Длина 2-10 мм, как правило, древесные муравьи коричневато-чёрного цвета. Стебелёк между грудкой и брюшком состоит из одного членика петиолюса, жало отсутствует. Большинство видов строят свои гнёзда в древесине, однако есть исключения.
Рабочие муравьи полукочевого малайзийского вида Dolichoderus tuberifer переносят своих червецов (Malaicoccus khooi, Pseudococcidae) на новые «пастбища» и не строят муравейники, а образуют некое подобие бивуака дорилин из собственных тел
Представители видовой группы Dolichoderus cuspidatus group (12 видов, Юго-Восточная Азия) отличаются полукочевым образом жизни. При этом они перемещают на новые растения своих симбиотических червецов (Allomyrmococcini, 10 родов и 25 видов, Malaicoccus), отчего получили название «Herdsmen ants» (пастухи). Сходный образ жизни обнаружен также у представителей видовой группы D. thoracicus group (D. affinis, D. butteli, D. thoracicus), у группы D. sulcaticeps group (D.
crawleyi, D. patens, D. semirugosus, D. sulcaticeps); и у группы D. scabridus group (D. indrapurensis). Исследованные колонии Dolichoderus cuspidatus включают более 10 000 муравьёв, 4000 куколок и личинок, 5000 червецов, 1 эргатоидную матку. Крылатые самцы наблюдались в большом количестве в сухой сезон (январь-февраль) и в период дождей (сентябрь-октябрь). Размножаются почкованием семей. Гнёзда их представляют типичный бивуак из скреплённых друг с другом живых рабочих муравьёв, покрывающих своими телами расплод и червецов. Располагается такой бивуак-гнездо на листьях, в пустотах древесины и почвы.

## Систематика и этимология
Более 150 видов, включая около 50 ископаемых. В Новом Свете 64 вида. По числу видов известных в ископаемом состоянии этот род занимает первое место среди муравьёв, превосходя по разнообразию все другие роды муравьёв. Самый древний представитель рода †Dolichoderus kohlsi Dlussky & Rasnitsyn, 2002 описан из среднего эоцена США.
Родовое название Dolichoderus происходит от двух латинизированных греческих слов dolichós, dolikhós (длинный) и deire, derē (шея) по причине наличия вытянутой шеевидной задней части головы у типового вида Dolichoderus attelaboides.

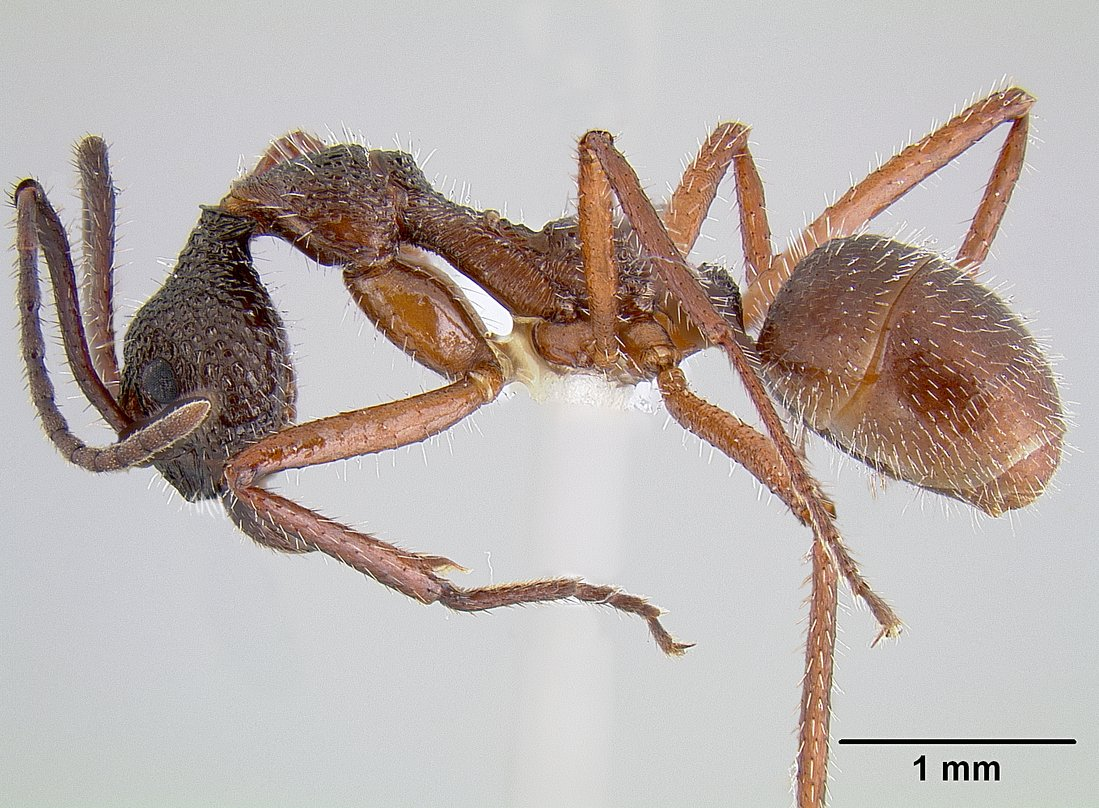
Dolichoderus attelaboides

## Список видов
- Dolichoderus abruptus (Smith, 1858)
- Dolichoderus affectus Theobald, 1937
- Dolichoderus affinis Emery, 1889
- Dolichoderus albamaculus Shattuck & Marsden, 2013
- Dolichoderus andinus (Kempf, 1962)
- Dolichoderus anglicus Cockerell, 1915
- Dolichoderus angusticornis Clark, 1930
- Dolichoderus anthracinus (Heer, 1850)
- Dolichoderus antiquus Carpenter, 1930
- Dolichoderus armstrongi McAreavey, 1949
- Dolichoderus attelaboides (Fabricius, 1775)
- Dolichoderus australis Andre, 1896
- Dolichoderus baenae MacKay, 1993
- Dolichoderus bakhtiari Barabag & Jaitrong, 2022[18]
- Dolichoderus balticus (Mayr, 1868)
- Dolichoderus beccarii Emery, 1887
- Dolichoderus bidens (Linnaeus, 1758)
- Dolichoderus bispinosus (Olivier, 1792)
- Dolichoderus brevis Santschi, 1920
- Dolichoderus britannicus Cockerell, 1915
- Dolichoderus bruneti Theobald, 1937
- Dolichoderus burmanicus Bingham, 1903
- Dolichoderus butteli Forel, 1913
- Dolichoderus canopus Shattuck & Marsden, 2013
- Dolichoderus carbonarius Emery, 1895
- Dolichoderus caribbaeus (E.O.Wilson, 1985)
- Dolichoderus clarki Wheeler, 1935
- Dolichoderus clusor Forel, 1907
- Dolichoderus cogitans Forel, 1912
- Dolichoderus coniger (Mayr, 1870)
- Dolichoderus coquandi Theobald, 1937
- Dolichoderus cornutus (Mayr, 1868)
- Dolichoderus crawleyi Donisthorpe, 1917
- Dolichoderus curvilobus (Lattke, 1987)
- Dolichoderus cuspidatus (Smith, 1857)
- Dolichoderus debilis Emery, 1890
- Dolichoderus decollatus Smith, 1858
- Dolichoderus dentatus Forel, 1902
- Dolichoderus dibolius E.O.Wilson, 1985
- Dolichoderus diversus Emery, 1894
- Dolichoderus dlusskyi LaPolla & Greenwalt, 2015[19]
- Dolichoderus doloniger (Roger, 1862)
- Dolichoderus doriae Emery, 1887
- Dolichoderus elegans Wheeler, 1915
- Dolichoderus epetreius (Lattke, 1987)
- Dolichoderus erectilobus Santschi, 1920
- Dolichoderus etus Shattuck & Marsden, 2013
- Dolichoderus explicans (Foerster, 1891)
- Dolichoderus extensispinus Forel, 1915
- Dolichoderus feae Emery, 1889
- Dolichoderus fernandezi MacKay, 1993
- Dolichoderus ferrugineus Forel, 1903
- Dolichoderus formosus Clark, 1930
- Dolichoderus furcifer Emery, 1887
- Dolichoderus gordoni Shattuck & Marsden, 2013
- Dolichoderus goudiei  Clark
- Dolichoderus heeri
- Dolichoderus inferus Shattuck & Marsden, 2013
- Dolichoderus kathae Shattuck & Marsden, 2013
- Dolichoderus niger  Crawley
- Dolichoderus nigricornis  Clark
- Dolichoderus omicron Shattuck & Marsden, 2013
- Dolichoderus parvus  Clark
- Dolichoderus quadridenticulatus (Roger, 1862)
- Dolichoderus quadripunctatus (Linnaeus, 1771)
- Dolichoderus reflexus  Clark
- Dolichoderus rufotibialis  Clark
- Dolichoderus rutilus Shattuck & Marsden, 2013
- Dolichoderus scabridus  Roger
- Dolichoderus scrobiculatus  (Mayr)
- Dolichoderus semiorbis Shattuck & Marsden, 2013
- Dolichoderus sibiricus Emery, 1889
- Dolichoderus tauricus Dlussky, 1981
- Dolichoderus tavridus 
Perfilieva, Dubovikov & Dlussky, 2017
- Dolichoderus turneri  Forel
- Dolichoderus validus (Kempf, 1959)
- Dolichoderus varians Mann, 1916
- Dolichoderus vectensis Donisthorpe, 1920
- Dolichoderus vexillarius Wheeler, 1915
- Dolichoderus voraginosus MacKay, 1993
- Dolichoderus ypsilon Forel, 1902
- Dolichoderus zherichini Dlussky, 2002[20]
- Другие виды[21]

## Охранный статус
Некоторые представители рода занесены в региональные Красные книги. Например, Dolichoderus quadripunctatus включён в Красные книги Рязанской области (3-я категория, редкий вид, 2010) и  Днепропетровской области (2011).